# Rhopalia spinolae
Rhopalia spinolae is een vliegensoort uit de familie Mydidae. De wetenschappelijke naam van de soort is voor het eerst geldig gepubliceerd in 1838 door Justin Pierre Marie Macquart.
De soort komt voor in Egypte.